# Fiastrone
Il fiume Fiastrone è un breve corso d'acqua delle Marche che scorre totalmente nella provincia di Macerata.
Il torrente nasce nel comune di Bolognola, sui Monti Sibillini, e termina dopo 34 km come affluente destro del fiume Chienti presso Belforte.
Le sue acque alimentano, ad una quota di 640 metri s.l.m., il Lago di Fiastra costruito negli anni cinquanta e sbarrato da un'imponente diga ad arco-gravità.
A monte della diga l'affluente principale è il Rio Sacro, la cui omonima valle fu sede nel medioevo di un'abbazia di monaci benedettini chiamata San Salvatore in Rio Sacro, di cui oggi restano solo pochi ruderi (zona dei Cascinali, nel comune di Fiastra, precedentemente Acquacanina).
A valle della diga le acque di questo fiume hanno formato una profonda forra molto suggestiva, nella quale è situata la Grotta dei Frati, che al suo interno ospita un eremo dove dei frati dell'ordine dei Clareni si rifugiarono, nella prima metà del 2° millennio.

## Percorso

### Sorgenti

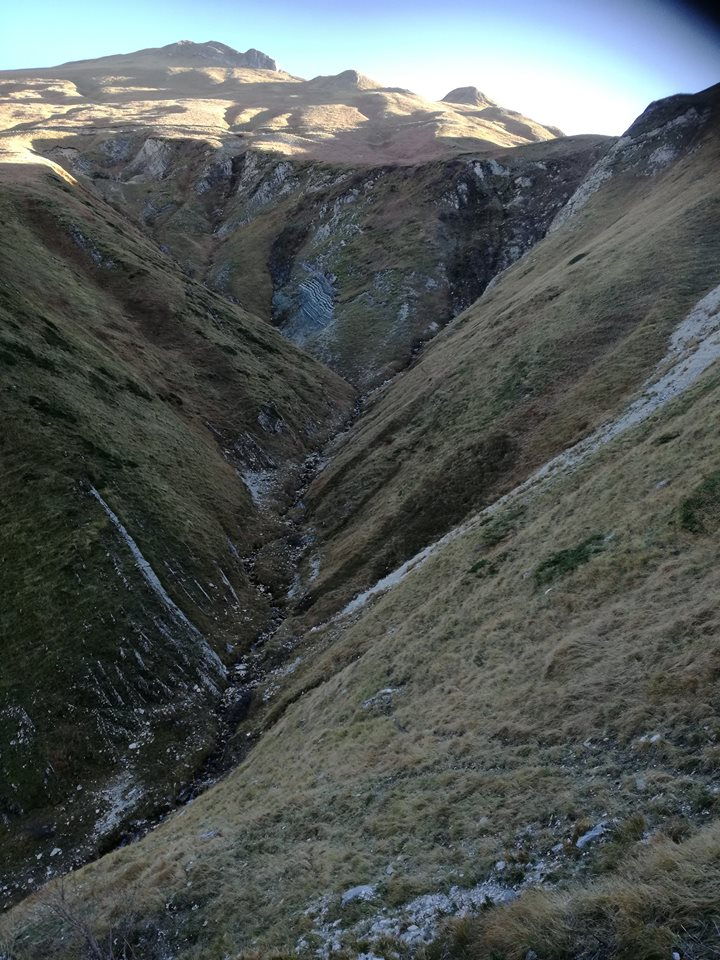
Fonte del Fargno

La sorgente è situata sulla catena dei Monti Sibillini ad una altezza di circa 1700 metri, ed è originata dalla confluenza delle acque che scendono dalla Forcella del Fargno, fra il Pizzo Tre Vescovi e il Monte Rotondo.  
Qui è predisposta un'opera di presa confluente nell'acquedotto del consorzio Tennacola. 
La vena principale prende il nome di Fonte del Fargno, in quanto incassata ai piedi della Costa del Fargno di Monte Rotondo. Il nome si estende anche a tutta la prima parte della valle del fiume, che fino all'abitato di Bolognola è detta Valle del Fargno o Val di Bolognola. 
Poco da basso delle sorgenti, la valle si stringe per un breve tratto tra alte pareti rocciose, tra il Pizzo Acuto e i balzi di roccia della Costa Vetiche di M. Rotondo. 

### Alta valle
Dopo aver lasciato sulla destra l'abitato di Bolognola, il Fiastrone, finora solo un rigolo d'acqua, inizia a raccogliere le acque tributarie del Monte Rotondo (prima il fosso dell'Acquasanta e poi il Rio Sacro), aumentando in maniera corposa la portata ed assumendo le caratteristiche di vero e proprio torrente. 
In questa zona la valle è traversata da larghi stradoni carrabili aperti per la manutenzione degli acquedotti e delle centrali elettriche (una presso le cascate dell'Acquasanta, l'altra sotto la Punta Piemà all'imboccatura della valle del Rio Sacro). 
Uscito dalla stretta valle dominata dal massiccio del Monte Rotondo, il Fiastrone entra in territorio di Acquacanina, dove riceve da sinistra le acque del Monte Val di Fibbia (fosso dell'Acquarda), per proseguire poi nell'ampia vallata del territorio di Fiastra.  

### Lago di Fiastra
Qui il torrente è sbarrato da una diga artificiale per la produzione di energia elettrica, e forma un lago. I cui immissari principali sono il Fosso del Colle e il Rio Bagno.  

### Gole

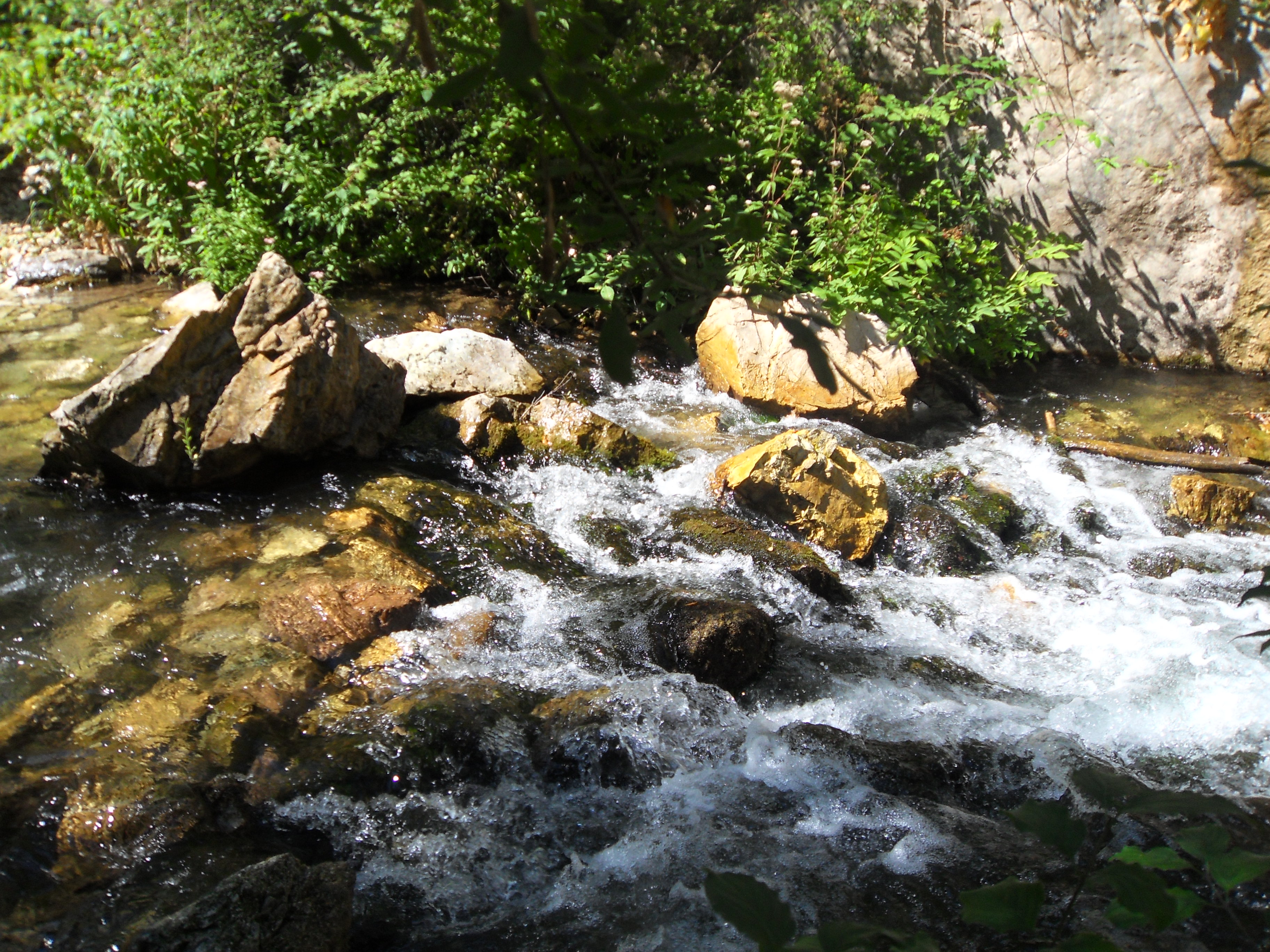
Torrente Fiastrone all'interno delle gole

Poco più a valle della diga il letto del torrente si stringe tra le alte pareti rocciose di una stretta gola rocciosa per un tratto di circa 2 km; approssimativamente tra il canale detto Fosso della Regina che scende dalle Lame Rosse e il colle di Monastero di Cessapalombo. L'itinerario all'interno della gola è uno dei più noti e apprezzati dagli escursionisti dei Monti Sibillini. 
Lungo il percorso all'interno delle gole, il Fiastrone riceve le acque del Rio Fessa e subito dopo del Rio del Monte. 

### Bassa valle e foce
All'altezza di Pian di Pieca (San Ginesio), il fiume volge decisamente verso nord ed entra in territorio di Cessapalombo; in seguito lambisce il paese di Camporotondo e raggiunge Belforte, dove sfocia nel fiume Chienti. Anticamente il Fiastrone muoveva parallelamente con il Fiastrella, meglio conosciuto come Fiastra, un fiume che nasce nei pressi di San Liberato e sfocia anche lui nel Chienti nei pressi di Corridonia. Proprio la frazione Pian di Pieca, secondo gli studi, nasce da numerosi depositi alluvionali portati proprio dal Fiastrone, che poi ne hanno deviato il corso facendolo andare bruscamente verso nord. I due fiumi, che condividevano lo stesso percorso, per essere distinti erano chiamati nel periodo medievale Flastra magna (Fiastrone) e Flastra minor (Fiastrella).

### Affluenti
- Valle dell'Acquasanta: affluente di sinistra a valle di Bolognola, originato tra il Monte Pietralata e la Punta Bambucerta (complesso del Monte Rotondo), all'interno di un anfiteatro roccioso in cui confluiscono le acque dei nevai dei monti circostanti e della Val di Tela; i salti di roccia di questa piccola gola danno vita alle cascate dell'Acquasanta. Prima di confluire nel Fiastrone, il Fosso dell'Acquasanta raccoglie le acque del massiccio meridionale del Monte Rotondo (Fosso Sacro, Fonte Efre, Fosso del Rio) e quelle della Valle Orsina (M.Cacamillo).
- Fosso del Buggero: affluente sinistro che scende dal versante nord-orientale del M.Cacamillo, chiamato Costa dei Frati, in quanto anticamente nascondeva un romitorio rupestre.
- Rio Sacro: scorre nell'omonima valle tra il Monte Pietralata (massiccio settentrionale del Monte Rotondo) e il Monte Val di Fibbia. Raccoglie le acque dal Fosso Val di Fibbia e dalla Fonte della Pernice, per gettarsi poi da sinistra nel Fiastrone, tra Bolognola e Acquacanina.

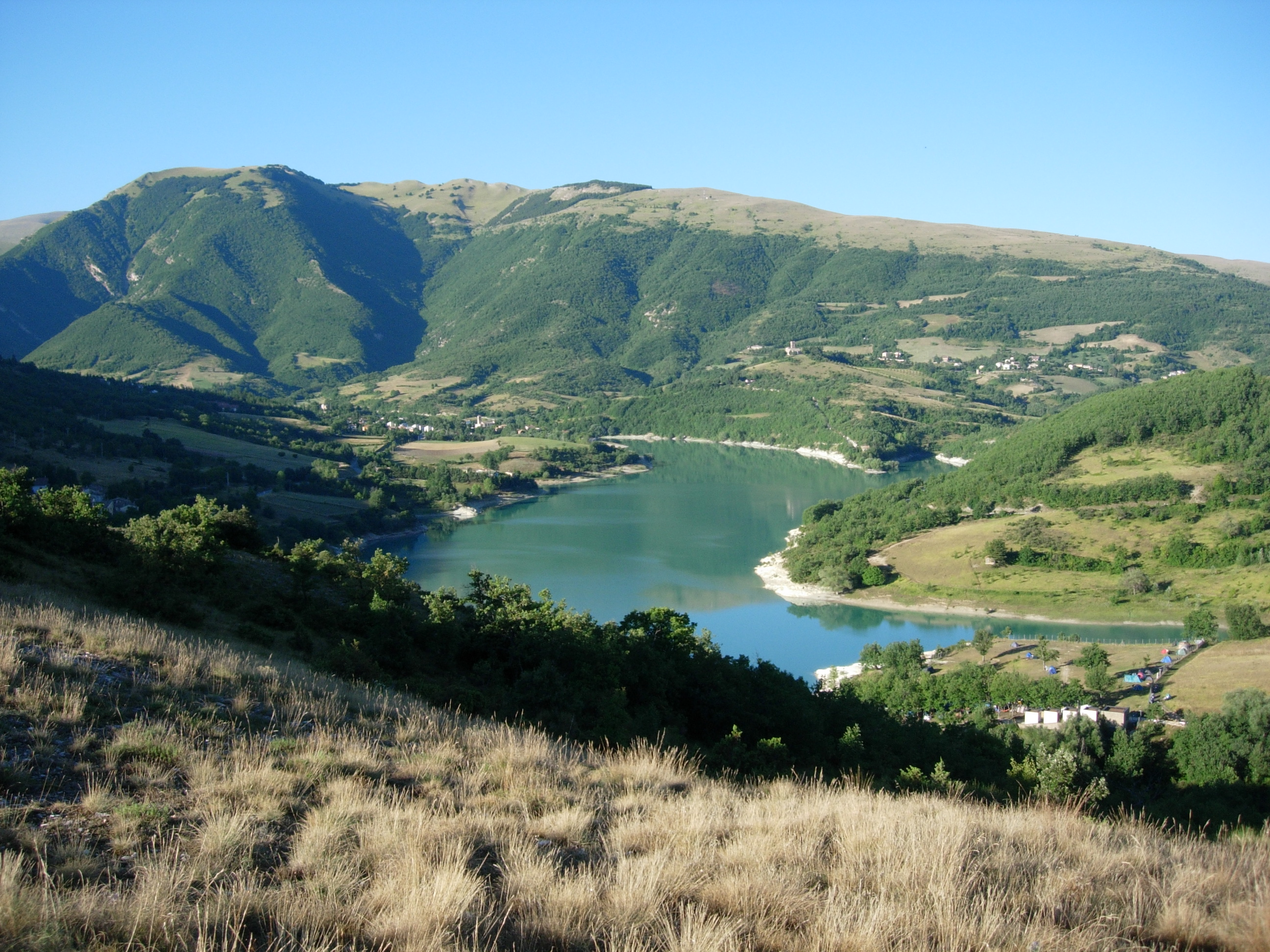
Lago di Fiastra

- Lago di FiastraFosso del Colle: affluente sinistro presso il Lago di Fiastra. Scende dal versante settentrionale del Monte Val di Fibbia, e attraversa la frazione di Colle di Fiastra.
- Rio Bagno: affluente di destra poco più a monte della diga (frazione Podalla, Fiastra); incassata nella valle si trova la chiesetta di S.Maria in Rio Bagno.
- Rio Fessa: affluente destro tra il Monte Corvo e il Monte dei Cancelli (presso Monastero di Cessapalombo). Il torrente è captato per l'acquedotto.
- Rio del Monte: affluente destro tra Monastero di Cessapalombo e il Monte di Rocca Colonnalta (San Ginesio).

### Comuni bagnati
| Comune                    | Sponda del Capoluogo |
| ------------------------- | -------------------- |
| Bolognola                 | Destra               |
| Acquacanina               | Destra               |
| Fiastra                   | Sinistra             |
| Cessapalombo              | Sinistra             |
| Camporotondo di Fiastrone | Destra               |
| Belforte del Chienti      |                      |

## Storia
Lungo la valle del Rio Sacro, tra le pendici del Monte Val di Fibbia e del Monte Pietralata (nell'odierna zona dei Cascinali, quota 900 m.s.l.m. circa), sorgeva l'antica Abbazia di San Salvatore di Rio Sacro, fondata nel VI sec. dai monaci benedettini che adottarono la riforma camaldolese di San Romualdo. Il nome era dovuto al Crocifisso ligneo custodito all'interno. Il monastero fu un centro vitale e spirituale per tutta la vallata: una Bolla Pontificia del 1192 indica nove chiese posto sotto la giurisdizione del monastero.
Nel XVI sec. l'amministrazione dell'abbazia venne affidata ad abati commendatari, ovvero laici o ecclesiastici che percepivano ed amministravano i redditi del monastero ma non esercitavano autorità sui monaci. Detti abati sperperarono i beni dell'abazia costringendo infine i monaci a trasferirsi altrove, decretando l'inizio del decadimento del monastero.
I monaci si trasferirono presso la chiesa dipendente di Santa Maria presso Meriggio (Fiastra). La chiesa, fondata nell'anno 1000 dagli stessi monaci, venne ampliata e divenne l'attuale Abbazia di Santa Maria di Rio Sacro.
Dell'antico monastero non rimane praticamente nulla, ma è possibile scorgerne alcune tracce nel fitto bosco che ne ha inghiottito gli ultimi ruderi.